# William Crean
William Crean (ur. 16 grudnia 1951 w Tralee) – irlandzki duchowny katolicki, biskup Cloyne od 2013.

## Życiorys
Święcenia kapłańskie otrzymał 20 czerwca 1976 i został inkardynowany do diecezji Kerry. Po święceniach pracował przez kilka lat jako katecheta i kapelan szkolny. W latach 1987–1996 był dyrektorem wydziału kurialnego ds. edukacji religijnej w szkołach ponadpodstawowych, a w latach 1988-1996 odpowiadał także za katechizację dorosłych. W kolejnych latach pracował jako proboszcz w kilku parafiach diecezji.
24 listopada 2012 papież Benedykt XVI mianował go ordynariuszem diecezji Cloyne. Sakry biskupiej udzielił mu 27 stycznia 2013 nuncjusz apostolski w Irlandii - arcybiskup Charles Brown.